# Мартін Еванс
Сер Мартін Джон Еванс (англ. Martin John Evans) (нар. 1 січня 1941року) — англійський учений.

## Біографія
Закінчив Кембриджський університет у 1963 році. Доктор філософії з 1969 року. У 1966–1978 роках займається дослідницькою і викладацькою роботою на кафедрі анатомії і ембріології в Університетському коледжі в Лондоні. У 1978–1999 роках — працював на кафедрі генетики Кембриджського університету. Із 1999року — професор генетики ссавців і директор школи біологічних наук Кардіффського Університету.

## Роботи
Дослідження Еванса переважно присвячені вивченню властивостей ембріональних плюрипотентних клітин .

## Суспільне визнання і нагороди
У 2004 році посвячений королевою Єлизаветою II в лицарі за заслуги перед медициною. У 2007 отримав Нобелівську премію з фізіології або медицини. У 2009 році удостоєний медалі Коплі.